# Peggy Sastre
Pour les articles homonymes, voir Sastre.
Peggy Sastre, née le 12 mai 1981 à Senlis, est une journaliste scientifique, essayiste, traductrice, blogueuse française et docteure en philosophie,,. Spécialiste des questions liées aux rapports homme-femme et à la sexualité, elle s’inscrit dans le paradigme de la psychologie évolutionniste.

## Biographie
Peggy Sastre naît à Senlis le 12 mai 1981. Élève de classe préparatoire aux grandes écoles puis étudiante en philosophie (à Paris, Nanterre, puis Reims), elle commence sa carrière d'essayiste en 2006. Alors membre du comité éditorial de l’Afis (association française pour l'information scientifique), elle co-écrit deux ouvrages avec Charles Müller,,.
Elle travaille également comme traductrice,, pour plusieurs maisons d'édition dont HarperCollins. En tant que journaliste,, chroniqueuse et traductrice, elle collabore à plusieurs revues, dont Causeur, et au Point où elle est aussi éditorialiste.
En 2009, elle publie Ex utero, pour en finir avec le féminisme.
En 2010, elle publie dans La Nouvelle Revue française, dans le cadre d'un dossier sur le féminisme contemporain, une synthèse de ses positions sous la forme d'un hommage à Valerie Solanas et intitulé « Ex utero manifesto ». La même année, elle cosigne avec Lola Lafon une tribune sur le traitement médiatique de l'affaire Polanski, publiée dans Slate et Libération,.
En 2011, sous la direction de Patrick Wotling, elle soutient sa thèse consacrée à Nietzsche et à Darwin, intitulée Généalogies de la morale : perspectives nietzschéenne et darwinienne sur l'origine des comportements et des sentiments moraux, à l'université de Reims.
Entre 2011 à 2016, elle est chroniqueuse invitée du Plus, le site participatif du Nouvel Observateur.
Depuis septembre 2018, dans le cadre d'un partenariat entre Le Point et Quillette pour la traduction et la publication hebdomadaire d'articles du second dans le premier, Peggy Sastre effectue les traductions du magazine en ligne australien vers le magazine français,.

### Vie privée
Elle déclare en 2018 avoir un syndrome autistique.

## Travaux

### Ex utero, pour en finir avec le féminisme
Dans cet essai de 2009, Peggy Sastre reprend l'idée développée dans « Tota mulier ex utero » (publié sous le pseudonyme de Peggy Smaïer) que « les femmes ne feront rien dans la vie tant qu’elles auront un utérus ».

### La domination masculine n'existe pas
En 2015, elle publie La domination masculine n'existe pas. Dans une interview au magazine GQ à l'occasion de la sortie du livre, elle défend l'idée que pour comprendre la domination masculine, il faut adopter une perspective évolutionnaire. La domination masculine n'aurait pas été imposée aux femmes, mais acceptée par celles-ci car elle servirait leurs intérêts reproductifs. Pour clarifier son affirmation selon laquelle « l’homme a longtemps "dominé" la femme, […] parce qu’elle l’a bien voulu », elle explique que « si on retrouve avec une régularité certaine des traits chez un sexe, c’est qu’ils ont été favorisés à un moment donné par l’autre. » Elle reconnaît pour autant que le titre du livre est une provocation à visée commerciale « pour attirer le chaland ». Pour Peggy Sastre, la domination masculine existe donc bien mais « n’est pas celle que l’on croit ».
Selon Marlène Schiappa, cette analyse darwinienne « apporte un éclairage neuf, un paramètre rarement pris en compte dans la philosophie féministe, qui renouvelle le genre ».
Au contraire, Clémence Meunier écrit dans Les Inrocks que « certaines parties [du livre] laissent pantois. Les hommes d’aujourd’hui y sont présentés comme obsédés et belliqueux, les femmes peureuses et prêtes à tout pour trouver le bon père ».
Zineb Dryef dans Le Monde estime que le style de l'ouvrage est péremptoire et son propos polémique, et qu'en l'absence de compétences scientifiques, l'autrice ne fait que « piocher dans des articles scientifiques et en tirer des conclusions [, ce qui] relève au mieux de l’opinion, au pire, de la manipulation », une accusation de cherry picking aussi relayée par Odille Fillod.

## Critiques
Odile Fillod, animatrice du blog Allodoxia qui se présente comme un « observatoire critique de la vulgarisation », critique dès 2012 trois travers qu'elle juge récurrents dans le travail de Peggy Sastre, à savoir une présentation erronée des positions adverses, un recours fréquent à l'argument d'autorité et l'accusation de parti-pris idéologique. Elle considère également que Peggy Sastre n'a « ni formation scientifique, ni formation journalistique » et qu'elle s'appuie uniquement sur le discours de chercheurs favorables aux hypothèses qu'elle défend en passant sous silence la fragilité et les critiques des études qu'elle mobilise (cherry picking). Elle estime ainsi que son travail ne relève pas du journalisme scientifique et qu'elle devrait « se présenter pour ce qu’elle est, à savoir une essayiste et chroniqueuse pamphlétaire à la Éric Zemmour ».
Dans leur livre Les Gardiens de la raison, Stéphane Foucart, Stéphane Horel et Sylvain Laurens analysent la pensée de Peggy Sastre comme une synthèse de la sociobiologie et de la pensée libertarienne. Elle relaie selon eux des travaux très en vogue dans les milieux conservateurs, la « sociobiologie » et l’« évolutionnisme psychologique » (ou « évopsy »), en faisant siennes les théories désormais très controversées de Randy Thornhill (en) ou E. O. Wilson, sans présenter les critiques qui s'y rattachent, et avec une lecture toute personnelle du néodarwinisme. Pour eux, « l'évopsy est aujourd’hui un ciment essentiel dans l’argumentation des antiféministes. Et au premier chef de Peggy Sastre, tenante de l’"évoféminisme" ». Ils affirment qu'« en ramenant la morale à un produit des gènes et de l’activité cognitive du cerveau dans sa dimension purement biochimique, Peggy Sastre énonce une théorie qui relativise les problèmes moraux au nom de la science ». Ils reviennent en particulier sur son traitement de la question du viol, exprimé dès son livre Sexe machines : « Le viol n’est pour elle pas un problème moral, mais le produit de notre évolution naturelle. Elle prétend ainsi asseoir sur la science une prise de distance vis-à-vis des valeurs morales qui, selon elle, empêchent les femmes de se penser autrement que comme des victimes ».
Son « évoféminisme », qui assimilerait les féministes à des opposants à la science, est aussi fortement critiqué par la philosophe et biologiste Elisabeth Lloyd, car il viserait en premier lieu « les féministes les plus ouvertement proscience ».

## Controverses

### Tribune «100 femmes pour une autre parole»
En janvier 2018, Peggy Sastre co-rédige et signe la tribune « 100 femmes pour une autre parole ». Le titre de la tribune est modifié par la rédaction du Monde dans sa version en ligne en « Nous défendons une liberté d’importuner, indispensable à la liberté sexuelle ». Elle précise : « Notre tribune n’est pas un appel au viol, ce n’est pas non plus une parole contre le mouvement #MeToo, c’est une parole différente, une parole en plus ».
À la suite de la polémique concernant la jouissance possible durant un viol née des propos de Brigitte Lahaie lors d'un débat avec la féministe Caroline de Haas, Peggy Sastre se désolidarise d'elle dans un premier temps puis lui apporte son soutien en affirmant que : « 20 % des femmes jouissent pendant leur viol. C'est une donnée scientifique et c'est la fourchette haute ». Elle critique aussi la focalisation sur le lien établi entre jouissance et viol considérant que : « Le problème c’est que, celle qui est violée n’est pas consentante, point ! Qu'elle jouisse ou pas, qu'elle fasse des fantasmes avec ou pas, on s'en fout : l'important, c'est le consentement ».

### Portrait parM le Mag
En janvier 2018, dans un portrait consacré à Peggy Sastre par M, le magazine du Monde, supplément magazine du journal Le Monde, la journaliste Zineb Dryef écrit que « les scientifiques contactés pour en parler refusent tout net de perdre leur temps à commenter "des sornettes". Sans compétences solides, piocher dans des articles scientifiques et en tirer des conclusions relève au mieux de l’opinion, au pire, de la manipulation. » L'article du Monde reprend une critique formulée par Odile Fillod portant sur l'utilisation par Peggy Sastre de l'indice de Manning : Odile Fillod considère qu'il ne peut en aucun cas être considéré comme « un indice fiable de l’androgénisation prénatale ».
En réaction à ce portrait, le 15 février 2018, Peggy Sastre publie sur son blog l'avis de six chercheurs en psychologie, mathématiques, génétique, biologie et anthropologie qui la soutiennent. Le biologiste Michel Raymond y déclare : « Peggy Sastre est […] féministe, mais elle utilise l’approche évolutionniste pour prendre en compte et mieux comprendre les différences biologiques massives, scientifiquement décrites, que l’on trouve à tous les niveaux entre l’homme et la femme. Ce qui lui permet de proposer un féminisme plus réaliste – et donc plus intéressant – car purgé de l’idéologie, commune en France, considérant qu’il n’y a aucune part de biologie dans nos comportements ».
Le lendemain, Slate publie une tribune du biologiste Robert Trivers qui soutient Peggy Sastre et indique que l'indice de Manning qu'elle utilise pour mesurer le taux d'exposition fœtale est correct, puisque scientifiquement prouvé. Il y critique le refus d'accepter certaines thèses, notamment la psychologie évolutionniste, par l’existence d'une forme de « chauvinisme ». Il y décrit notamment Sastre comme « une femme voulant judicieusement aller contre ce biais. Sastre use de la science et de la biologie modernes d'une manière créative, afin de défier l'orthodoxie dominante ». La tribune est accompagnée d'une note de la rédaction de Slate qui précise que le biologiste Michel Raymond a été contacté par Zineb Dryef « sans être finalement cité dans l'article ». Le lendemain, Odile Fillod publie sur Allodoxia un article déconstruisant la défense de Sastre par Trivers sur l'indice de Manning.

## Publications

### Ouvrages
- Ex utero : pour en finir avec le féminisme, Paris, Éditions La Musardine, coll. « L'Attrape Corps », 2009, 200 p. (ISBN 978-2-84271-388-1).
- No sex : avoir envie de ne pas faire l'amour, Paris, Éditions La Musardine, coll. « L'Attrape Corps », 2010, 200 p. (ISBN 978-2-84271-392-8)[44].
- Coquilles vides, in Dans le ventre des femmes, Paris, BSC publishing, 2012, 221 p. (ISBN 978-2-35835-005-1).
- Le Sexe des maladies  (préf. Martin Winckler), Favre, 2014, 224 p. (ISBN 978-2828914356).
- La domination masculine n'existe pas, Anne Carrière, 2015, 276 p. (ISBN 978-2843377815).
- Comment l'amour empoisonne les femmes, Anne Carrière, 2018, 250 p. (ISBN 9782843378263).
- La Haine orpheline, Paris, Anne Carrière, 2020 (ISBN 978-2-84337-926-0).
- Ce que je veux sauver, Paris, Anne Carrière, 2024 (ISBN 9782380823400)[45].

#### En collaboration
- avec Charles Muller, Des plantes pour votre cerveau : comment booster votre humeur, votre mémoire, votre intelligence, Paris, Éditions Médicis, 2006, 287 p. (ISBN 978-2-85327-299-5).
- avec Charles Muller, Sexe machines, Paris, Max Milo Éditions, 2007, 215 p. (ISBN 978-2-35341-006-4).
- collectif, Écrivains en séries : un guide des séries télé, Paris, Laureli/Léo Scheer, 2009, 496 p. (ISBN 978-2-7561-0150-7)Entrées Nip/Tuck, Csi Las Vegas, Regenesis et Lady Oscar.

### Articles
- « Ex utero manifesto », La Nouvelle Revue française, Paris, Éditions Gallimard, no 593,‎ 2010 (ISBN 978-2-07-012922-5).
- « Dans la chambre sombre », Ravages, Paris, no 6,‎ 2011 (ISBN 978-2-7556-0857-1).
- « Le gâteau des Bakhrouchine », Noor, revue pour un islam des Lumières, no 2,‎ 2013.
- « Sextrêmes : La libération des mœurs n'a pas eu lieu », Citrus, L'agrume, no 3,‎ 2015 (ISBN 979-10-90743-33-5).

### Traductions
- Steven Pinker, Rationalité : Ce qu'est la pensée rationnelle et pourquoi nous en avons plus que jamais besoin, Paris, Les Arènes, novembre 2021, 434 p. (ISBN 979-10-375-0531-6).
- Kai Bird et Martin J. Sherwin, Robert Oppenheimer : Triomphe et tragédie d'un génie [« American Prometheus: The Triumph and Tragedy of J. Robert Oppenheimer »], Paris, Le Cherche midi, 2023, 899 p. (ISBN 978-2-7491-7626-0), sorti à l'occasion de la sortie du film Oppenheimer de Christopher Nolan.

### Préface
- Arthur Vernon (préf. Peggy Sastre), La Vie, l'Amour, le Sexe, Tabou, 2013 (ISBN 978-2363260215).